# Nagymaci és Cin
A Nagymaci és Cin (eredeti cím: Big Bear and Squeak) kanadai–brit vegyes technikájú tévéfilmsorozat, amelyben valós és rajzolt díszletek, élő és rajzolt állatok közösen szerepelnek. A sorozatot John Wesley Chisholm rendezte, a zenéjét David Christensen szerezte. Kanadában 2012. szeptember 1-jétől vetítik, Magyarországon 2014. decemberétől az M2 tűzte műsorára.

## Ismertető
A főhős, Nagymaci és Cin, akik ketten jó barátok, és egy képeskönyvet olvasnak, amely állatokról szól. Amíg a képeskönyvet lapozgatják, addig megpróbálják kitalálni minden egyes részben, hogy vajon milyen állat az melyikről épp szó van. A történetből így röviden megismerhetőek az állatok.

## Szereplők
- Nagymaci – A medve, aki Cin barátja. Magyar hangja: Faragó András
- Cin – Az egér, aki Nagymaci barátja. Magyar hangja: Mezei Kitty